# Proveysieux
Proveysieux är en kommun i departementet Isère i regionen Auvergne-Rhône-Alpes i sydöstra Frankrike. Kommunen ligger i kantonen Saint-Égrève som tillhör arrondissementet Grenoble. År 2022 hade Proveysieux 519 invånare.

## Befolkningsutveckling
Antalet invånare i kommunen Proveysieux
Referens:INSEE